# Takers
Pour plus de détails, voir Fiche technique et Distribution.
Takers ou Preneurs au Québec est un film d'action américain réalisé par John Luessenhop, sorti en 2010.

## Synopsis
Gordon Cozier (Idris Elba), John Rahway (Paul Walker), A.J. (Hayden Christensen) et les frères Attica, Jesse (Chris Brown) et Jake (Michael Ealy), vivent dans l'opulence : voitures de sport, appartements cossus, costumes chics et femmes superbes. Ces amis de longue date mènent une vie luxueuse en orchestrant minutieusement un braquage de banque audacieux par an. L'inspecteur chargé d'enquêter sur le dernier exploit de la petite bande est Jack Welles (Matt Dillon), un policier de la vieille école qui a sacrifié sa vie privée pour son travail et s'est juré de coincer le gang avant son prochain coup. Lorsque Delonte « Ghost » Rivers (T.I.), refait surface après un séjour de cinq ans en prison, l'ancien complice de la petite bande propose à celle-ci un coup facile aux gains suffisamment importants pour raccrocher définitivement. Bien qu'ils n'aient qu'à peine cinq jours pour se préparer, ils acceptent le coup, sans se douter de l'implication de la mafia russe, de l'étau de Jack Welles qui se resserre et d'une trahison latente motivée par une vieille rivalité ; un ensemble qui complique l'opération au risque de fortement la compromettre.

## Fiche technique
Sauf indication contraire, les informations mentionnées dans cette section peuvent être confirmées par la base de données cinématographiques IMDb,  présente dans la section « Liens externes ».
- Réalisation : John Luessenhop

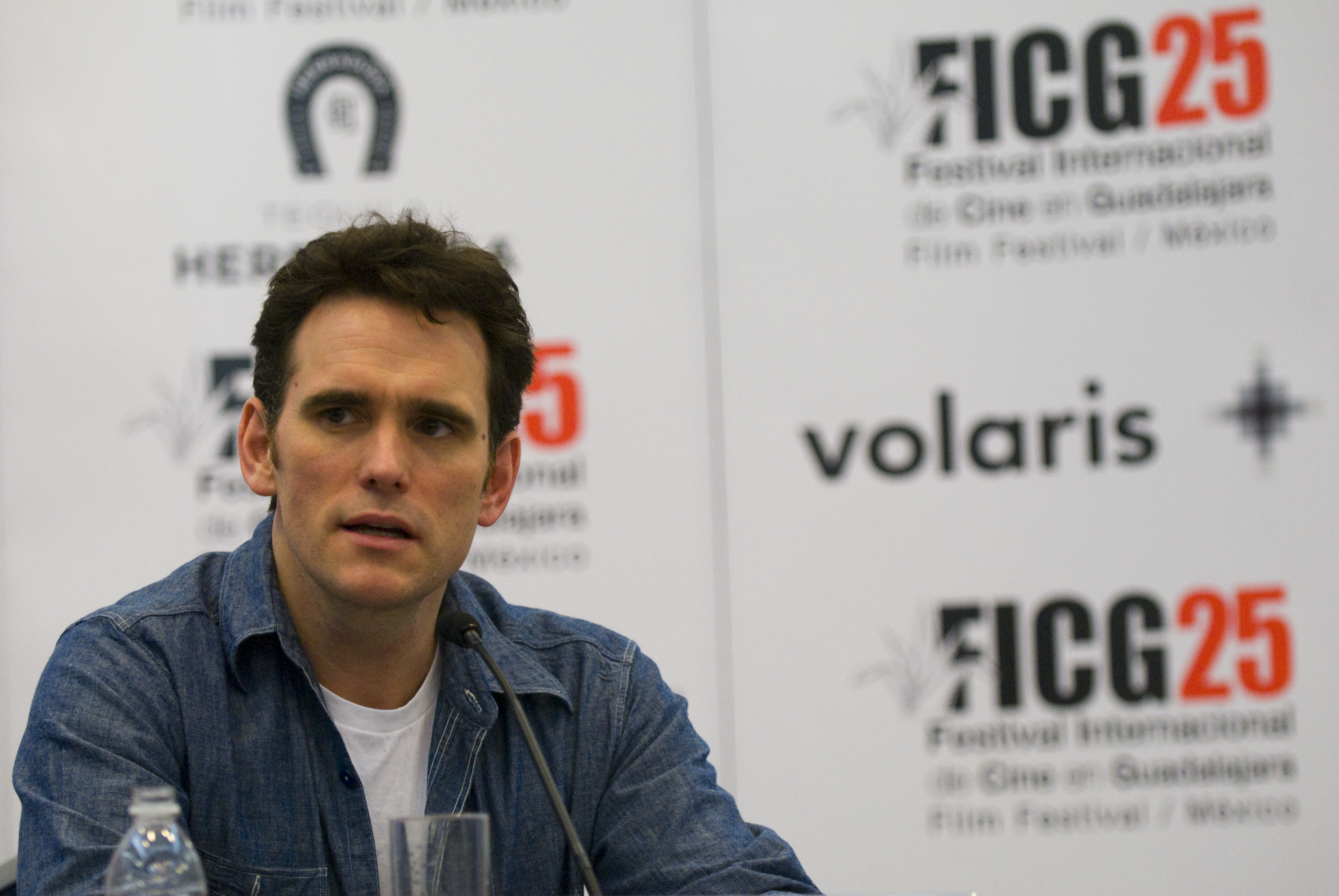
Matt Dillon lors du 25e Festival international du film de Guadalajara (2010).

- Scénario : John Luessenhop, Avery Duff et Peter Allen
- Direction artistique : Chris Cornwell
- Décors : Jon Gary Steele
- Costumes : Maya Lieberman
- Photographie : Michael Barrett
- Montage : Armen Minasian
- Musique : Paul Haslinger
- Production : Kevin Feige

Production associée : George Flynn
Production exécutive : Chris Brown, T. I. et Morris Chestnut
Coproduction : Nicolas Stern
- Société de Production : Grand Hustle Entertainment, Overbrook Entertainment et Rainforest Films
- Société de distribution : Sony Pictures Releasing France et Screen Gems Inc.
- Budget : 20 millions de dollars[2]
- Pays d'origine :  États-Unis
- Langue originale : anglais
- Genre : action
- Durée : 107 minutes
- Dates de sortie :
  - États-Unis, Québec : 27 août 2010
  - France : 24 novembre 2010

## Distribution
Légende : Version Française = VF ; Version Québécoise = VQ

## Production

### Tournage
Le film a été tourné intégralement en Californie.

## Accueil

### Box-office
- Mondial : 69 055 695 $ US[6]
- États-Unis : 57 744 720 $ US[2],[6]
- France : 120 963 entrées [7]

## Autour du film
- Le nom de travail du film était Bone Deep[8].
- Le film devait avoir une suite racontant comment Ghost a été en prison mais fut annulé à la suite du décès de l'acteur Paul Walker